# سرخدار

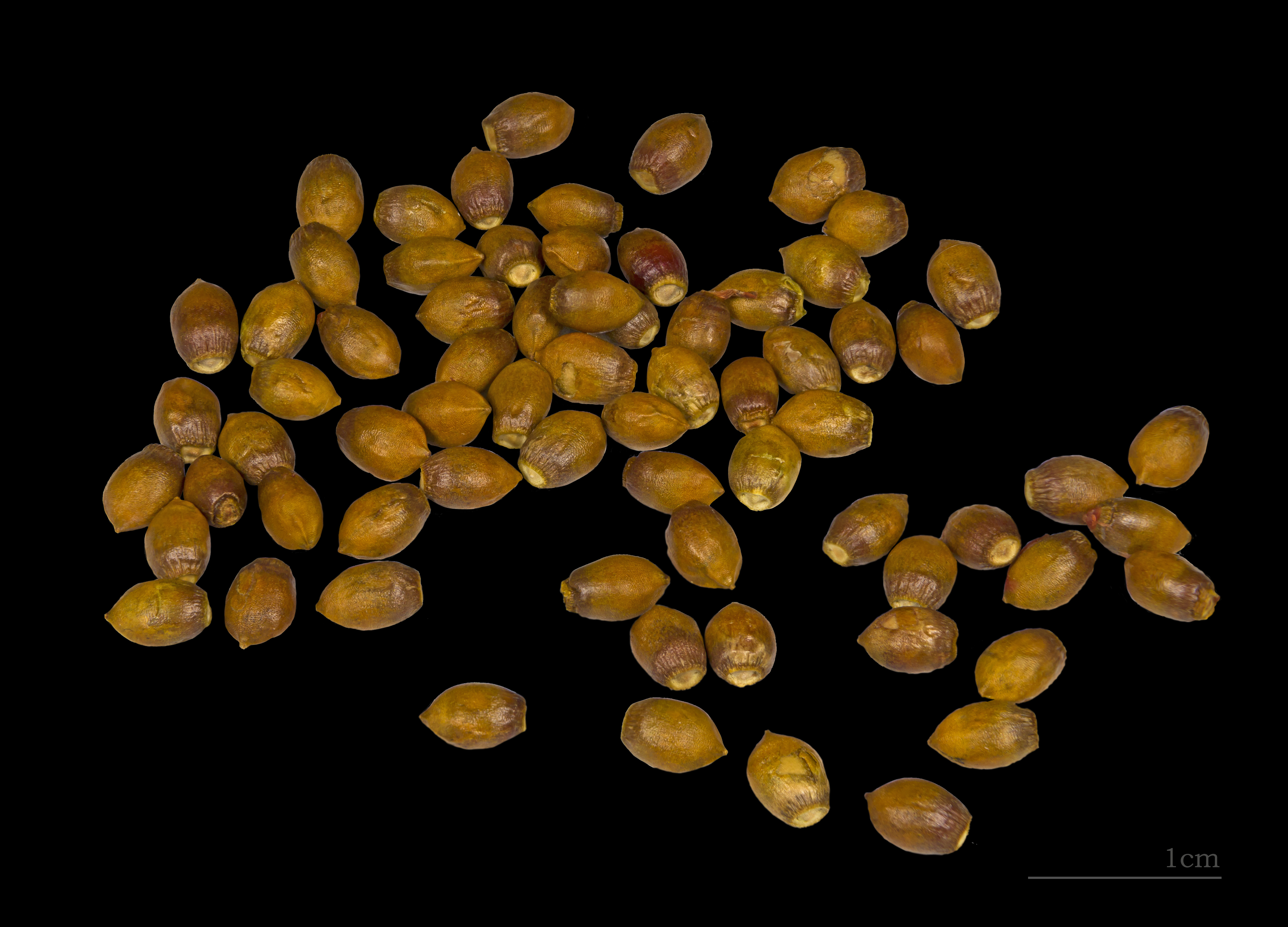

سُرخدار، زرنب (نام علمی: Taxus baccata) نام گونه‌ای درخت سوزنی‌برگ است از تیره سرخداریان است.

## ویژگی‌ها
سرخدار درختی است سوزنی برگ، سایه پسند و دارای پوست فلس‌دار. چوب درون آن به رنگ قرمز شاه بلوطی و برگ‌های آن دائمی و همیشه سبز است که در قسمت پایینی درخشان و براق است و نیاز به خاک مرطوب دارد. بلندی درخت به ۹ تا ۳۰ متر و قطر آن به ۳ متر می‌رسد. رشد آن بسیار کند و رویش ارتفاعی آن سالانه ۱۰ سانتیمتر است. میوه نوع ماده آن به رنگ قرمز و نوع نر آن برنگ زرد که هر دو سمی است.
بذر سرخدار توسط پرندگان از جمله قرقاول پخش می‌شود. سنجاب‌ها نیز به انتشار بذر سرخدار کمک می‌کنند. سنجابهای کوهی که در زبان مازندرانی اشکول نام دارد در انتقال بذر سرخ دار نقش پررنگی دارد

## دیرینگی
مطالعات فسیل‌شناسی، دیرینگی درختان سرخدار را بیش از ۱۹۰ میلیون سال می‌دانند. گفته می‌شود انسان‌های ماقبل تاریخ آن را می‌شناختند و از برگ آن نوعی ماده سمی تهیه و برای آلوده کردن نیزه‌هایشان استفاده می‌کردند. تصور می‌شود واژه Toxin به معنی زهر به این موضوع برمی‌گردد.

## باورهای دینی
از روزگار قدیم در باور مردم، سرخدار با رستاخیز و تولد دوباره و زندگی ابدی و جاودانه مرتبط بوده است؛ زیرا اگر شاخه‌های سرخدار بر زمین بیفتند می‌توانند در زمین ریشه بدوانند و تبدیل به درختان تازه‌ای شوند. همچنین سرخدار می‌تواند در درون تنهٔ خالی درختان قدیمی رشد کند.
در باور مسیحیان، درخت سرخدار معنای نمادین بسیاری دارد. رسم مسیحیان این است که شاخه‌های آن را روی تابوت فرد درگذشته می‌گذارند و در کنار بسیاری از کلیساها درخت سرخدار می‌کارند.

## کاربرد صنعتی
امروزه در فرانسه شرکتی وجود دارد که نهالستان‌های بزرگی از این گونه ساخته این شرکت وابسته به یک شرکت داروسازی است که در تولید پاکلیتاکسل دخالت دارد (ماده پاکلیتاکسل این درخت در درمان برخی سرطان‌ها کاربرد دارد) سه شرکت بزرگ دیگر در آمریکا تنها به کاشت نهال سرخدار اشتغال دارند. در هر شرکت میلیون‌ها نهال تولید می‌شود.

## در ایران
این گونه را می‌توان میراث زنده و شاهکار جنگل‌های طبیعی شمال ایران دانست. از نظر تنوع زیستی و حفظ ذخائر ژنتیکی و بوم‌شناسی یکی از گونه‌های منحصربه‌فرد و مهم منطقه هیرکانی و باقی‌مانده از دوران سوم زمین‌شناسی است.
این گونه در جنگل‌های شمال از بلندی‌های افرا تخته علی‌آباد کتول– پونه‌آرام گرگان، دامنه جنگل‌های قلعه میران رامیان، جنگل‌های مینودشت و جنگل نهارخوران گرگان تا جنگل‌های سوادکوه و در دره‌ها و پرتگاه‌های گیلان، مازندران و گرگان همراه با سایر گونه‌های جنگلی یافت می‌شود. دکتر جزیره‌ای در سال ۱۹۶۵ جامعه Fageto-Taxetum – سرخدار، همراه با راش، توسکا، افرا، شیردار، ممرز، ملچ و جل – را در جنگل‌های مازندران و گرگان مطالعه کرد.
جامعه دیگری به نام Evonymo Taxetum (آل اسبی و سرخدار) توسط دکتر مصدق در سال ۱۹۷۷ با گونه‌های بلوط، بلندمازو، افرا، جل، نمدار، خاس، تمشک، ممرز در جنگل‌های افراتخته در استان گلستان معرفی شده است.
نام‌های محلی آن در مازندران و گرگان «سور، سوردار، سرخدار، سرخه‌دار و سخدار» است. در علی‌آباد کتول «سوختال» در رودسر و آستارا «سیردار» و در سیاهکل و دیلمان «نئوج یا نیوج» نامیده می‌شود.
ارتفاعات استان گلستان و سپس شرق و غرب استان مازندران و شرق گیلان در دیلمان مهم‌ترین ذخیره گاه‌های این گونه در ایران به حساب می‌آیند.